# Brisbane Dental Hospital and College

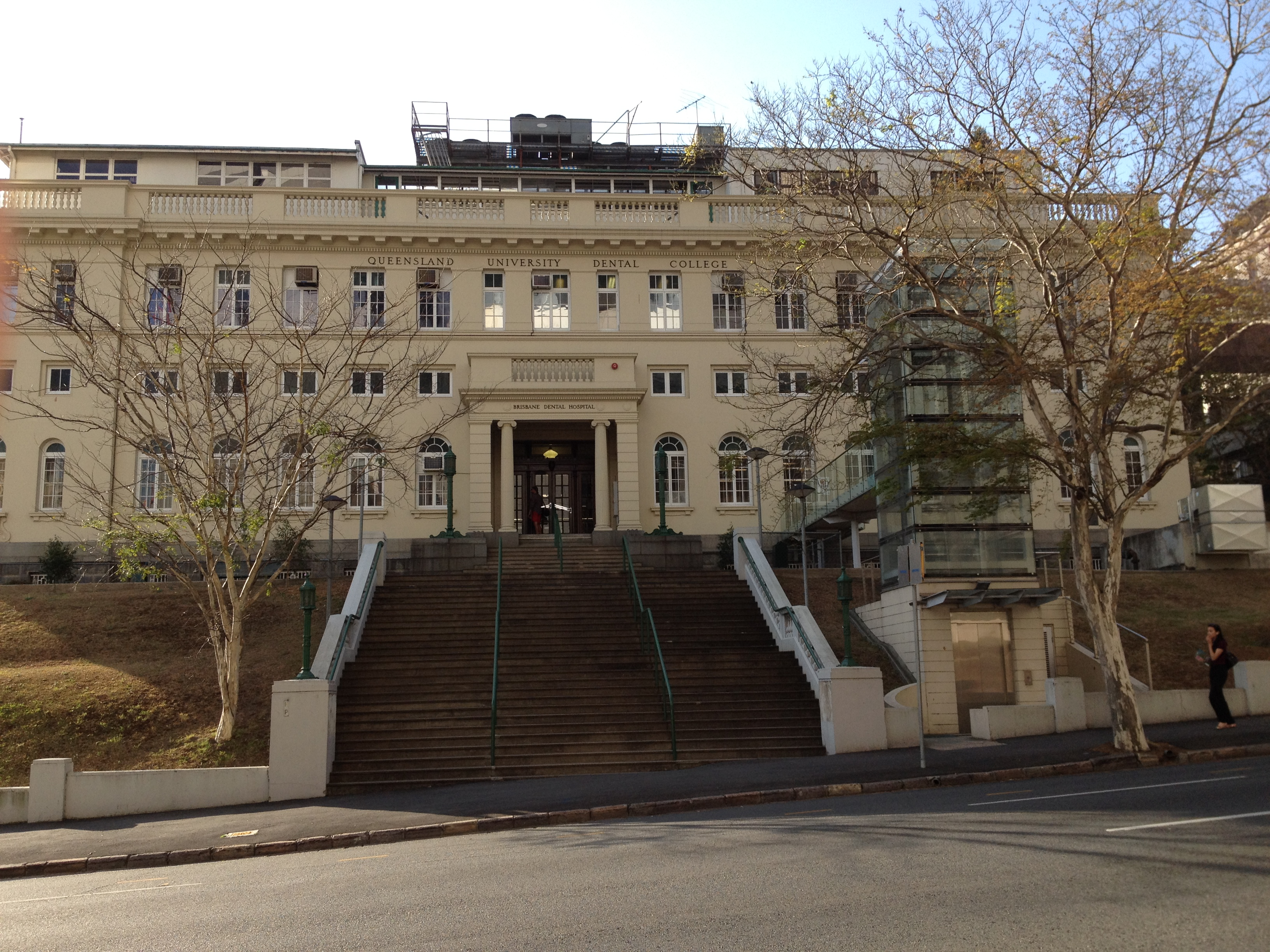
Das frühere Brisbane Dental Hospital and College

Das ehemalige Brisbane Dental Hospital and College ist ein historisches Krankenhausgebäude in der Innenstadt der australischen Stadt Brisbane (Queensland). Das denkmalgeschützte Bauwerk ist seit 1999 eingetragen im Queensland Heritage Register.

## Geschichte
Als im Jahr 1935 an der University of Queensland eine Fakultät für Zahnmedizin gegründet wurde, erklärte sich die Regierung des Bundesstaates Queensland bereit, ein neues zahnmedizinisches Krankenhaus und eine zugehörige neue Hochschule zu finanzieren und zu bauen. Der Bau des Brisbane Dental Hospital and College begann im September 1938 und das Gebäude wurde am 6. Juli 1941 eröffnet. Der Neubau erfolgte nach einem Entwurf des Architekten Raymond Clare Nowland, der zur gleichen Zeit auch den Bau der medizinische Fakultät der University of Queensland betreute. Nowland entwarf eine Reihe öffentlicher Gebäude in Queensland und seine Entwürfe waren laut der Beschreibung der Denkmälerverwaltung von einem „zurückhaltenden Klassizismus“ (restrained classicism) geprägt. 
Das Brisbane Dental Hospital and College entwarf er als zweistöckiges repräsentatives Bauwerk im neogeorgianischen Stil, das über der Ecke Turbot Street und Albert Street aufragt und von Terrassengärten umgeben ist. Die von Raymond Clare Nowland als leitender Architekt im Queensland Department of Public Works entworfenen Projekt zur Stadtentwicklung sahen neben dem Dental Hospital eine öffentliche Kunstgalerie, eine öffentliche Bibliothek sowie die Neuanlage des Wickham Parks vor. Das Dental Hospital and College war der einzige Teil des Projekts, der realisiert wurde. 
1949 wurden zusätzliche Räume auf dem Dach für Labore sowie Gemeinschaftsräume für Personal und Studenten erbaut. In den 1960er Jahren errichtete die University of Queensland im Nordosten des Bauwerks ein freistehendes Gebäude nach einem Entwurf von James Birrell, das über einen Gehweg mit der College-Ebene des Vorgängerbaus verbunden wr. Im Jahr 1985 wurde im Innenhof ein kleiner Backsteinanbau errichtet. Von 1997 bis 1999 wurde eine umfassende Sanierung der Bausubstanz, der Inneneinrichtung und der Ausstattung der Krankenhauseinrichtungen sowie der Arztpraxen und Lehrbereiche der Hochschule durchgeführt.
2015 wurde das Gebäude durch die Hochschule für Zahnmedizin aufgegeben und ein Neubau auf dem Herston Campus bezogen. In den Jahren 2018 bis 2021 diente das Bauwerk als Drehort für die fiktive Gerichtsmedizin in der TV-Serie Harrow.